# Georges Pfeiffer
Pour les articles homonymes, voir Pfeiffer.
Jean Georges Pfeiffer est un pianiste, compositeur et critique musical français né le 12 décembre 1835 à Versailles et mort le 14 février 1908 à Paris.

## Biographie
Fils d'une pianiste renommée, Clara Pfeiffer, il reçoit dès son plus jeune âge des leçons de piano de sa mère et des leçons de composition de Maleden et Damcke. Il obtient rapidement du succès comme pianiste virtuose et se produit régulièrement en soliste ou lors de séances de musique de chambre dans les salons de la maison Pleyel-Wolff et compagnie.
Comme compositeur il est l'auteur d'un grand nombre d’œuvres brassant tous les genres, même si ses réussites les plus notables se trouvent dans le domaine de la musique pour piano et la musique de chambre, genre pour lequel il a d'ailleurs été récompensé du prix Chartier de l'Institut en 1872. 
Suivant les traces de son père, il est également associé de la maison Pleyel-Wolff, et est critique musical dans plusieurs revues, en particulier au Voltaire. En 1904, il est élu président de la Société des compositeurs de musique et est nommé chevalier dans l'ordre de la Légion d'honneur. Il était également vice-président du Cercle de la critique, officier d'instruction publique dans l'ordre des Palmes académiques et chevalier dans l'ordre de Charles III d'Espagne.

## Œuvres

### Opéras
- Le Capitaine Roch, op. 19, opérette en 1 acte, livret de Cléon Galoppe d'Onquaire (1862)
- L'Enclume, op 101, opéra-comique en 1 acte, livret de Pierre Barbier (1884)
- Le Légataire universel, opéra-bouffe en 3 actes, livret de Jules Adenis et Lionel Bonnemère d'après Jean-François Regnard[14], créé le 6 juillet 1901[15]

### Ballets
- Madame Bonaparte (1900)
- Cléopâtre (1900)

### Musique vocale
- Agar, op. 58, scène lyrique pour soli, chœurs et orchestre, paroles de Paul Collin (1875)
- Wilda, op. 87, scène pour soprano avec chœurs ou chœurs de femmes seulement ad libitum, paroles d'Édouard Guinand (1883)
- Villanelle et ronde champêtre, scène pour baryton et chœur de femmes, paroles d'É. Guinand (1889)

### Musique symphonique
- Concerto pour piano et orchestre n° 1, op. 11 (1859)
- Concerto pour piano et orchestre n° 2, op. 21 (1864)
- Le Cid (d'abord intitulé Phèdre)[8], ouverture op. 24
- Symphonie[16], op. 31
- Allegro symphonique pour piano et orchestre, op. 40
- Jeanne d'Arc, poème symphonique, op. 43 (1872)
- Concerto pour piano et orchestre n° 3 en ut mineur, op. 86 (1883)
- Marine, étude symphonique pour orchestre, op 131 (1891)
- Légende, fantaisie symphonique pour piano, orchestre et grand orgue (ad libitum) op. 138 (1894)

### Musique de chambre
- Trio n° 1 pour piano, violon et violoncelle en sol mineur, op. 14 (1862)
- Sonate pour violoncelle et piano, op. 28 (1866)
- Quintette pour piano et cordes en ut mineur, op. 41 (1872)
- Musette pour hautbois, clarinette et basson, op. 47 (1873)
- Sonate pour deux pianos, op. 65 (1879)
- Sonate pour violon et piano, op. 66 (1879)
- Pastorale pour quintette à vent, op. 71 (1880)
- Variations artistiques pour deux pianos, op. 90 bis (1884)
- Trio n° 2  pour piano, violon et violoncelle en ré mineur, op. 103 (1885)
- Scène de Ballet pour le piano à 4 mains, op. 107 (1886)
- Concertstück pour cor et piano, op. 113 (1889)
- Quatuor pour piano et cordes en fa mineur, op 119 (1891)
- Sextuor pour piano et vents (1892)
- Romance pour violoncelle et piano d'après l'op. 86 (1894)
- Solo de trombone, pour trombone et piano (1899)

### Musique instrumentale
- 2 Mazurkas de salon pour le piano, op. 3 (1855)
- Étude (1re) de salon pour piano, op. 4 (1856)
- Impromptu pour piano, op. 6 (1860)
- Pensée-étude pour piano, op. 9 (1860)
- 3e Mazurka de salon pour piano op. 10 (1860)
- Boléro de concert pour piano, op. 12 (1860)
- La houlette, Cloches et Clochettes, Roquefavour, feuillets d'album pour piano, op. 15 (1861)
- Grande transcription brillante sur le Miserere du Trouvère de Verdi, pour piano, op 16
- 2e Valse brillante pour piano, op. 17 (1861)
- La Ruche, idylle pour le piano, op. 18 (1862)
- Tarentelle élégante pour piano, op. 21 (1863)
- Le chêne et le roseau, fable de La Fontaine, esquisse poétique pour piano, op. 25 (1866)
- 4e Mazurka de salon pour piano, op 26 (1865)
- 6 Romances sans paroles pour piano, op. 27 (1865)
- Marguerite à la fontaine, idylle pour piano, op. 29 (1866)
- Écossaise, air de ballet pour piano, op. 30 (1866)
- Simple souvenir pour piano, op. 32 (1867)
- Valse des sirènes pour piano, op 33 (1867)
- 2 Valses de salon pour piano, op. 34 (1867)
- 5e Mazurka de salon pour piano, op 35 (1868)
- Nocturne pour piano, op. 36 (1869)
- Capriccio pour piano, op 37 (1869)
- Polonaise pour piano, op. 39 (1869)
- Picciola, improvisation pour piano, op. 44 (1872)
- Trois feuillets d'album pour piano, op. 47 (1873)
- Valse de salon pour piano, op. 48 (1872)
- Impromptu-Fantaisie pour piano, op 50 (1874)
- Gavotte dans le style ancien pour piano, op. 51 (1874)
- Tarentelle pour piano, op. 52 (1874)
- Berceuse pour piano, op 53 (1874)
- Croquis pour piano, op 54 (1874)
- Valse-Fantaisie et Valse-Rêveuse pour piano, op. 57 (1875)
- 3 Sonatines pour piano, op. 59 (1877)
- 6 Études pour piano, op. 60 (1878)
- Morceau espagnol pour piano, op. 61 (1877)
- Mazurka nouvelle (6e) pour piano, op 62 (1877)
- Mazurka nouvelle (7e) pour piano, op. 63 (1877)
- Scènes de chasse pour piano, op. 64 (1879)
- 2 Impromptus-Valses pour piano, op 67 (1879)
- Romance sans paroles pour piano, op. 68 (1879)
- La Fille des Aulnes, caprice-légende pour piano, op. 69 (1880)
- 25 Études servant de préparation aux études de Cramer pour piano, op. 70 (1880)
- Pastorale pour le piano, op. 71 (1880)
- Ronde turque pour piano, op. 72 (1880)
- Babillage pour piano, op. 74 (1880)
- Sonate pour piano, op. 76 (1881)
- Gigue dans le genre ancien pour piano, op. 77 (1881)
- Avril, pastorale pour piano, op. 78 (1881)
- Valse allemande pour piano, op. 79 (1881)
- Par les champs et par les grèves, album de douze pièces pour piano, op. 81
- Inquiétude, pour piano, op 82
- Mon moulin, caprice pour piano, op. 85 (1882)
- Variations artistiques pour piano, op. 90 (1883)
- La Gitanilla, caprice espagnol pour piano. op. 91 (1883)
- Mazurka sentimentale pour piano, op. 96 (1884)
- Pâquerette, minuetto pour piano, op. 97 (1884)
- Soldats de plomb, marche pour piano op. 97. n° 2 (1884)
- Valse berceuse pour piano, op. 102 (1884)
- 2 Mélodies pour piano, op. 105 (1885)
- 25 études pour piano servant de préparation au Gradus ad Parnassum de Clementi et aux fugues de J. S. Bach (faisant suite à l'op. 70), op. 108 (1887)
- 2 Légendes pour piano, op. 109 (1887)
- Valse appassionata pour piano, op. 110 (1887)
- Sérénade tunisienne pour piano, op. 111 (1887)
- Styrienne pour piano, op. 112 (1887)
- Mazurka capricciosa pour le piano, op. 114
- Habanera pour piano, op. 129
- Wandy-mazurk pour le piano, op. 139 (1895)
- Valse en Si bémol pour le piano, op 140 (1895)
- Suite pastorale pour piano, op. 141 (1895)
- Simple idylle, romance sans paroles à deux voix pour piano, op 142 (1896)
- Impromptu-Ballet pour piano, op. 143 (1896)
- Valse légère pour piano, op. 146 (1900)
- Fantaisie-Ballade pour harpe chromatique (1904)